# 外人目睹中之日軍暴行
《外人目睹中之日軍暴行》是英國《曼徹斯特衛報》記者田伯烈編著、出版於1938年的紀實著作，是世界上第一本有關南京大屠殺的史料專著圖書。

## 寫作動機

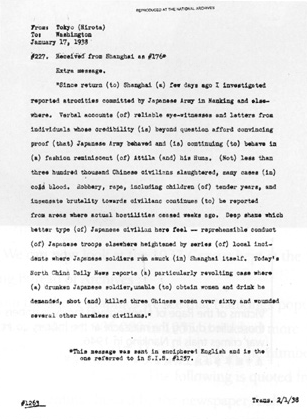
圖為日方扣押田伯烈報導「日軍於南京屠殺30萬人」之電報後，由外相廣田弘毅對華盛頓日本大使館發出的電報，廣田同樣引用了這個死亡人數，這篇電報後來被稱作「廣田電報」，常為學者引用於南京大屠殺的研究。

本書作者田伯烈全名為哈羅德·約翰·田伯烈（英語：Harold John Timperley），於1898年出生在澳大利亞班伯利，是英國早期移民的後代，之後搬至英國定居，曾參加第一次世界大戰。1918年起，田伯烈任英國路透社駐北京記者，1928年至1938年則轉任英國《曼徹斯特衛報》和「美國聯合通訊社」駐北京記者。駐華期間，田伯烈不僅在新聞報導的工作中表現亮眼，還參加多種社會工作，如北京协和礼拜堂主席，在當地教會組織頗有聲望。在華近20年的工作經歷使田伯烈結識了許多中國政治、軍事和新聞界、以及日本的友人。1936年，因歐洲西班牙爆發內戰，田伯烈曾短期前往報導，之後1936年5月又受《曼徹斯特衛報》返華，駐於上海觀察中國戰局。田伯烈也因公益活動活躍，受「華洋義賑會」推崇而被選為上海揚子江流域賑災顧問委員會委員。
1937年7月7日「盧溝橋事件」後，中日爆發全面戰爭。由於戰事激烈，上海也極可能捲入戰局，「華洋義賑會」聯合「中國紅十字會」、「世界紅卍字會」、「上海慈善團體聯合救災會」等組織，合組為「上海國際救濟會」，為日後上海戰鬥開始時的救濟活動做準備，田伯烈也被選為該委員會成員。同年8月，「松滬會戰」爆發，田伯烈眼見上海百姓顛沛流離，決定以自己的特殊身份幫助後者，與日本重要外交官員日高信六郎和同盟通訊社社長松本重治達成合作，同法國神父饶家驹於上海南市建立安全區收容難民，即「南市難民區」。與此同時，田伯烈還主動參加了由上海麥倫書院校長夏晉麟、沪江大学校長劉湛恩和立法委員溫源寧等人組成的「抗敵委員會」，組織各種抗日救亡工作，並成為其核心人物之一。9月8日，國民政府軍事委員會於上海成立從事對外宣傳的「第五部」，11月6日又將其改為「國際宣傳處」，由於田伯烈等人的抗敵宣傳活動受「國際宣傳處」肯定，在幾經商議後，「抗敵委員會」正式成為「國際宣傳處」的外圍組織。

1937年12月13日，日軍攻下中國首都南京，隨即開始對南京市民進行大規模掠奪、姦淫和殺戮，即「南京大屠殺」。人在上海的田伯烈則自12月底至1938年1月初數次致電向日軍當局提出赴南京參訪的申請，但日軍封鎖消息，皆斷然拒絕。田伯烈留意到日本新聞界近期的變化，日本報紙對日軍佔領南京後的情形幾乎沒有記載。1938年1月16日，田伯烈根據收集來的資料，了解日軍在南京所犯的大規模暴行，擬成新聞電訊稿準備拍發回英國報社，田伯烈的這封電報是第一個就宏觀角度、統整各方資料而非駐南京記者以親身經歷所做的南京大屠殺綜合性報導，也是第一個提出受害者達30萬這個具體數字的報導，內容寫道：
自從幾天前回到上海，我調查了日軍在南京及其他地方所犯暴行的報導。據可靠的目擊者直接計算及可信度極高的一些人的來函提供充分的證明：日軍的所作所為及其繼續暴行的手段，使我們聯想到阿堤拉及其匈奴人，不少於30萬的中國平民遭殺戮，很多是及其殘暴血腥的屠殺。搶劫、強姦幼童及其他對平民的殘酷暴行，在戰事早已於數星期前即已停止的區域繼續發生……（下略）
16日晚，上海的外文電報局的日本檢查員發現田伯烈的電稿內容，向上級請示後，決定予以扣押，理由是內容「過於誇張」，有損日軍聲譽，以及「可能危及（日本）軍方的感情」。日方還要求田伯烈前往軍部接受盤問，且若對電報中的「不當內容」予以修正方可拍發，而田氏予以拒絕，並透過英國總領事館向日方抗議。隔天下午，日軍當局於上海舉辦記者招待會，田伯烈當場質問日方提出扣押電報和被命令前往審問之事，後者則回以「並非如此」，並建議與田伯烈「直接商討此事」、試圖透過私下場合逼使其屈服，而田斷然拒絕。之後田伯烈又就新的材料而撰寫了多篇電報痛斥日軍軍紀鬆弛、對中國百姓依舊姦淫擄掠，同樣受到日方的阻撓。由於電報屢屢被扣，使田伯烈決心整理蒐集的文獻，以證明自己的資訊正確，而在過程中他察覺到暴行事態極度嚴重，有必要將其公諸於世，他認為單憑報紙上小小的報導不足以使全世界認識到日軍暴行的嚴重程度，特別是不能引起長時間的關注，必須編成一本具有份量的專著來詳實報導，而這也成了田伯烈編撰本書的直接動機。

## 取材與內容
田伯烈於1938年1月底開始其寫作計畫，於1月底至2月初全力蒐集與整理南京安全區國際委員會成員的物證。田伯烈得到了金陵大學美籍教授貝德士的幫助，前往上海中華全國基督教總會，取得保存於圖書館的「南京安全區」文件，內容包括貝德士寫於1937年12月15日、紀錄了日軍進入南京兩天後的暴行的《南京一瞥》新聞稿、貝德士寫給日本使館抗議日軍暴行的多封信件、擔任安全區委員會總幹事的基督教青年會牧師费吴生寫於1937年12月10日至1938年1月11日的日記、安全區委員會總稽查约翰·马吉現場錄製日軍暴行的《南京暴行紀實》短片（田伯烈是最先看到該影片的人士之一）、史迈士、米尔士的證詞，以及上海租界的《密勒氏評論報》、《字林西報》等報章媒體內容。起初，田伯烈想將本書主題訂在南京大屠殺，並起名為《在南京的考驗》（The Ordeal of Nanking），但貝德士反對將範圍侷限於南京，而是希望田能讓讀者了解日軍的暴行並非在南京所獨有，田伯烈接受了大部分的意見，將書中描寫範圍擴及至日軍在長江三角洲、華北和華南的暴行，而重點放在南京大屠殺上。3月中旬，田伯烈自上海出發至武漢，沿路上一邊蒐集、充實資訊，一邊撰寫書稿。3月21日，田伯烈在上海完成撰寫工作，全書共21萬字，分為九個章節、約十萬字的正文與共七件的附錄兩大部分。

正文第一章題名為《南京的活地獄》、第二章《劫掠、屠殺、姦淫》、第三章《甜蜜的欺騙與血腥的行動」、第四章《惡魔重重》、第五章《華北的恐怖》、第六章《黑暗壟罩下的城市》、第七章《空襲與死亡》、第八章《惡魔的陰謀》以及第九章《結論》。正文第一至第四章為本書核心部份，田伯烈引用了貝德士和費奇的書信、日記等材料，以戰亂中的中國難民起頭，講述日軍在南京展開大屠殺的暴行；第五章描寫日軍在華北的暴行；第六章則紀錄在長江三角洲地區的蘇州、無錫、蕪湖等地的暴行，引用的是西方傳教士提供的書信與日記等來源。第七與第八章則引用洋商報刊的記錄，描寫日軍的空襲與各種破壞行動；第九章則為田伯烈以著書作者本人所作的結論，並呼籲全世界應正視日本對中國的侵略：
中國已經發生的和正在發生的事態對於全世界人士，不管事集體安全主義者或是孤立主義者，都有切膚的關係。作者熱切希望，中國目前苦難的過程以及南京中外仕女的高尚行為，將給予擁護國際正義的人士以有力的激勵和感應。除非人類準備長期放棄決定是非曲直的權利，除非人類甘冒絕大的危險，使中國目前遭遇的無可名狀的恐怖苦難再重演於未來，那麼，全世界人士對於英勇抗戰的中國就不應該袖手旁觀、漠不關心。
附錄一至三為中立的外籍人士所紀錄的《南京暴行報告》，時間自1937年12月13日日軍攻佔南京起至1938年1月12日止，共428件；「附錄」四為《國際委員會之書函文件》，多為國際委員會向英、美、日、德等使館和日軍當局所致的公函，內容包括抗議日軍姦淫婦女、為難民籌備糧食等等，共34件；「附錄」五為1937年10月中旬至12月下旬為止，攻佔中國各城市的日軍部隊名錄；「附錄」六為對日軍在南京進行殺人競賽的「百人斬」新聞報導；「附錄」七為日本方面對有關事件之報導。
值得一提的是，由於本書出版時南京尚處於日軍佔領之下，而「南京安全區委員會」仍在進行救助工作，為防止節外生枝，田伯烈略去了姓名，這也給日後史學家研究上的一些不便與誤解，如洞富雄曾在著作中將提供田伯烈資料的费吴生誤認成馬吉。

## 出版與迴響
《外人目睹中之日軍暴行》是世界第一本全面性、有系統地揭露南京大屠殺暴行的著作，也是中國抗日戰爭期間唯一一本向歐美國家介紹南京大屠殺的著作，共以五種語言出版上市，分別如下：
- 英文版：分作倫敦版與紐約版，前者書名為《What war means : the Japanese terror in China A Documentary Record》，於1938年由倫敦維克多·格蘭茨出版社出版、由伯勒爾父子公司（英语：Purnell and Sons）印刷，共發行六萬冊；後者書名為，由美國紐約現代叢書公司（Modern Age Books,Inc）出版，較倫敦偏少了附錄兩篇，其餘皆同，共發行六萬冊。之後英屬印度加爾各答英文版也跟著出版上市。
- 丹麥文版：於哥本哈根發行，共一萬冊。
- 法文版：書名為《戰爭意味著什麼：日軍在中國的暴行》（Ce que signifie la guerre ("What war means"): la terreur japonaise en Chine），於1939年由比利時「中國友誼會」（Amitiés chinoises）以英文版翻譯作法文，於比利時印行。
- 中文版：在田伯烈完稿後不久，中國國民政府「國際宣傳處」便與其接洽，購買了中文版版權，於1938年6月中旬完成翻譯，原擬名《日軍在華暴行錄》，後改為《外人目睹中之日軍暴行》，以國民出版社（漢口）出版，譯者為楊明。至1938年9月底為止，該書共印製六萬冊，之後又因戰事政府西遷至重慶，本書繼續增印，總計共印製十萬冊。1991年7月7日，天津人民出版社以1980年代的日本譯本為基礎，再度翻譯出版。
- 日文版：存在三種譯本，一是由國民政府「國際宣傳處」翻譯，書名為《所謂戰爭》（戦争とは何か），序文有日本反戰作家青山和夫所題寫的序言，並附帶多張日軍暴行的照片，於香港、上海和海外各地共發行一萬冊。二是日軍大本營的譯本，僅作為日軍內部出版發行的特殊讀物。三是日本學者新島淳良（日语：新島淳良）的譯本，書名為《外國人的見證日本軍之暴行》（外国人の見た日本軍の暴行）。其中第三種譯本數量稀少，直到1980年代在偶然的機會下，「日中促進會」會長齋藤正雄發現了此譯本，再將其影印1000份出版發行。

本書在歐美國家引起廣泛的迴響，許多讀者投書報社，抨擊日軍的暴行，表達對中國人民的同情與聲援，英國主流媒體《愛丁堡晚報》、《泰晤士報》皆刊登了對本書的書評，亦有多位讀者寫信給田伯烈，均稱自己「被書中講述的事實所震撼」。曾與田伯烈有過合作的松本重治也同樣購買了一本英文版閱讀，閱後表示書中陳述的事實使人「不忍卒讀」，並對田出於反對戰爭的善意深表敬意。日本時任參謀總長閑院宮載仁親王也曾閱讀過此書，讀後發表了《告全體將士書》，承認日軍在華有「辱國行動」，並提出「訓誡」。本書常作為南京大屠殺史料的重要參考，為多部學術論文引用，甚至在南京軍事法庭審理時被作為證物而提出，由「南京安全區」最後一任主席、以證人身份傳喚的贝德士交給審判長石美瑜和被告第6師團師團長谷壽夫閱讀。本書也使田伯烈聲名大噪，在英文與中文版出版發售後，田便辭去了《曼徹斯特衛報》記者職務，後於1938年7月正式受聘擔任國民政府宣傳處駐歐洲辦事處主任，常以對外宣傳顧問的身份被派往紐約、墨爾本、倫敦等地，直到1943年5月合約到期未獲續聘而結束。

## 批評
日本有幾名作家、學者對本書的公正性抱持懷疑態度，並撰文質疑田伯烈的寫作動機，如鈴木明在著作《新「南京大屠殺」的虛構》（新「南京大虐殺」のまぼろし）中認為本書為田伯烈與國民黨宣傳機關的共同創作。立命館大學榮譽教授北村稔也在《「南京事件」的探究》（「南京事件」の探究）評論田伯烈此書與《南京安全區檔案》等最早一批向西方世界宣傳大屠殺的英文文獻一樣，均出於國民黨國際宣傳處的控制之下，田伯烈此書並非是「具有正義感的第三者」，而存在著為國民黨外交戰略貢獻的部份。評論員樱井良子於雜誌《諸君》中批判本書內容源自於「國民黨提供的虛假情報和資金援助」。東中野修道同樣將本書斷定為「百分之百的宣傳品」。
中日友好協會副會長、駿河台大學教授井上久士則撰文駁斥上述說法，指出北村引用的參考文獻，如《曾虛白自傳》記載了數處不符事實之處，如田伯烈實際上並沒有親眼目睹屠殺的發生，國民政府也不是花錢讓田伯烈寫作，而是在後者完成後購買其原稿。井上還指出東中野將國民黨宣傳處在工作概要中對本書註記「本處編印」，就視為該單位主導了本書的編寫之證據是「缺乏印證的武斷謬論」，井上認為這應是國際宣傳處為了邀功才如此註記，將本書當作自己所「編印」。井上亦批評這些「質疑派」存在邏輯矛盾之處，認為後者既然稱本書屬宣傳性質，卻無法對其說法如何「誇大」、是否有「捏造」提出論證，北村甚至還寫了本書內容「基本上公平」的字句，進而與他「（本書）存在為國民黨外交戰略貢獻的部份」自相矛盾。

## 註解
1. ↑  日文表记：
2. ↑  在中文文獻常見的直譯譯名為《戰爭意味著什麼：日軍在中國的暴行》[1]。
3. ↑  世界上第一位向外界揭露南京大屠殺暴行的是美國《芝加哥每日新聞》記者阿奇博爾德·斯蒂爾[19]，其他還有數家報刊登，但真正印製發行的第一本著作為《外人目睹中之日軍暴行》[20]。

## 註腳
1. ↑  劉燕軍（2010年），第117页
2. ↑  Vautrin（2008年），第227页
3. 1 2  文俊雄（2004年），第53-54页
4. ↑  經盛鴻（2009年），第445页
5. 1 2  經盛鴻（2009年），第447页
6. ↑  經盛鴻（2009年），第449页
7. ↑  經盛鴻（2009年），第448-449页
8. ↑  經盛鴻（2009年），第449-451、454页
9. 1 2  李柞明 & 文俊雄（1998年），第514页
10. 1 2 3  孫宅巍（2017年），第135页
11. 1 2  經盛鴻（2009年），第455-456页
12. 1 2  孫宅巍（2017年），第136页
13. ↑  朱成山（2010年），第112页
14. ↑  文俊雄（2004年），第59页
15. ↑  經盛鴻（2009年），第457页
16. ↑  經盛鴻（2009年），第459-462页
17. ↑  謝文耀（1998年），第45页
18. ↑  文俊雄（2004年），第57页
19. ↑  Askew（2002年），第5页
20. 1 2  劉燕軍（2010年），第119页
21. ↑  經盛鴻（2009年），第463-466页
22. ↑  李柞明 & 文俊雄（1998年），第514-516页
23. 1 2  經盛鴻（2009年），第465-466页
24. ↑  經盛鴻（2009年），第466页
25. ↑  姚輝雲（2007年），第158页
26. ↑  經盛鴻（2009年），第470页
27. ↑  經盛鴻（2009年），第471页
28. ↑  張威（2009年），第40页
29. 1 2 3  井上久士（2017年），第128页
30. ↑  井上久士（2017年），第129页
31. ↑  井上久士（2017年），第130页
32. ↑  井上久士（2017年），第131页
33. ↑  井上久士（2017年），第133页

### 圖書
- （英文）Vautrin, Minnie. . University of Illinois Press. 2008. ISBN 978-0-252-03332-2.
- （中文）姚辉云. . 哈尔滨: 北方文艺出版社. 2007. ISBN 978-7-5317-2242-7.
- （中文）李柞明; 文俊雄. . 陈安吉  (编). . 合肥: 安徽大学出版社. 1998. ISBN 7-81052-125-X.
- （中文）經盛鴻. . 南京: 南京出版社. 2009. ISBN 978-7-80718-556-7.

### 期刊
- （英文）Askew, David. . Sino-Japanese Studies. 2002-04, (14).
- （中文）井上久士. . 日本侵华史研究. 2017, (4).
- （中文）孙宅巍. . 日本侵华史研究. 2017, (3).
- （中文）张威. . 杭州师范大学学报(社会科学版). 2009, (5). ISSN 1674-2338.
- （中文）朱成山. . 中国现代史. 2010, (10). ISSN 1001-2672.
- （中文）劉燕軍. . 日本侵华史研究. 2010, (4).
- （中文）文俊雄. . 民国档案. 2004, (1). ISSN 1000-4491.